# Гордиджани, Джованни Баттиста
Джованни Баттиста Гордиджани (итал. Giovanni Battista Gordigiani; распространённое ошибочное написание: Гордиджиани; 1795, Мантуя — 2 марта 1871, Прага) — итальянский оперный певец (баритон), композитор и музыкальный педагог. Брат Луиджи Гордиджани.

## Биография
Оба брата Гордиджани получили начальное музыкальное образование у своего отца, оперного певца и композитора Антонио Гордиджани. Джованни Баттиста, старши из братьев, затем учился в Миланской консерватории.
Некоторое время Джованни Баттиста пел во Флорентийской опере, затем преподавал в Регенсбурге, а в 1822 году обосновался в Праге как преподаватель Пражской консерватории и провёл в этом городе всю оставшуюся жизнь. Он работал в Пражской консерватории до 1829 года,  и потом вновь, в 1838—1864 годах. Среди его учеников были, в частности, Матильда Маллингер, Тереза Штольц, Алоиз Едличка. В педагогической работе Гордиджани уделял особое внимание моцартовскому репертуару, ставил со своими учениками «Дон Жуана», «Свадьбу Фигаро», «Так поступают все» и другие оперы, причём на итальянском языке, что для пражской оперной сцены XIX века было редкостью. В этих постановках пел и сам Гордиджани — в частности, партии Дон Жуана и графа Альмавивы.
Композиторское наследие Гордиджани включает оперы «Пигмалион» (1845) и «Консуэло» (1845), вокальную и хоровую музыку, марши. Гектор Берлиоз, посетивший Прагу в 1845 году, в своих «Мемуарах» отмечал, что Гордиджани был не только преподавателем, но и талантливым композитором: «Я знаю его „Stabat“ для двух хоров, произведение прекрасного стиля, и его оперу „Консуэло“ на его же собственный текст — оперу замечательную не только по непринуждённости мелодий, но и по тому сдержанному изяществу оркестровки, которое так редко можно встретить в наше время».